# 파벨 마마예프
파벨 콘스탄티노비치 마마예프(러시아어: Павел Константинович Мамаев, Pavel Konstantinovich Mamaev, 1988년 9월 17일 ~ )는 미드필더로 활약한 러시아의 은퇴한 축구 선수이다.

## 클럽 경력
마마예프는 토르페도 모스크바 유소년 출신 선수로 토르페도 모스크바에서 데뷔전을 치렀다. 2007년 그는 CSKA 모스크바로 팀을 옮겼고, 2007년 7월 29일 FC 힘키와의 경기에서 그의 데뷔전을 가졌다.
2013년 7월, 그는 크라스노다르로 한 시즌 임대를 떠났고, 2013년 12월 6일, 그는 자유계약으로 크라스노다르와 3년 계약을 채결하며 완전 이적을 하게 된다.
2019년 9월 20일, FC 크라스노다르와 상호 합의로 계약 해지하였다.

## 사생활
2018년 10월 한 카페에서 러시아 고위 공무원 데니스 박에게 "중국인은 중국으로 돌아가라"며 인종차별 및 폭행을 가한 일에 가담한 혐의로 알렉산드르 코코린과 함께 체포되었다. 2019년 5월 8일 17개월 징역형을 받았고 구금된 기간을 포함해 2019년 11월 13일에 석방될 예정이었으나 2019년 9월 17일 석방됐다.

## 수상

### 클럽
CSKA 모스크바
- 러시아 프리미어리그 (1): 2012–13
- 러시아 컵 (3): 2009, 2011, 2012–13
- 러시아 슈퍼컵 (2): 2009, 2013

### 개인
- 러시아 베스트 플레이어 33인 (1): 2010